# Estadio Municipal de Botoșani

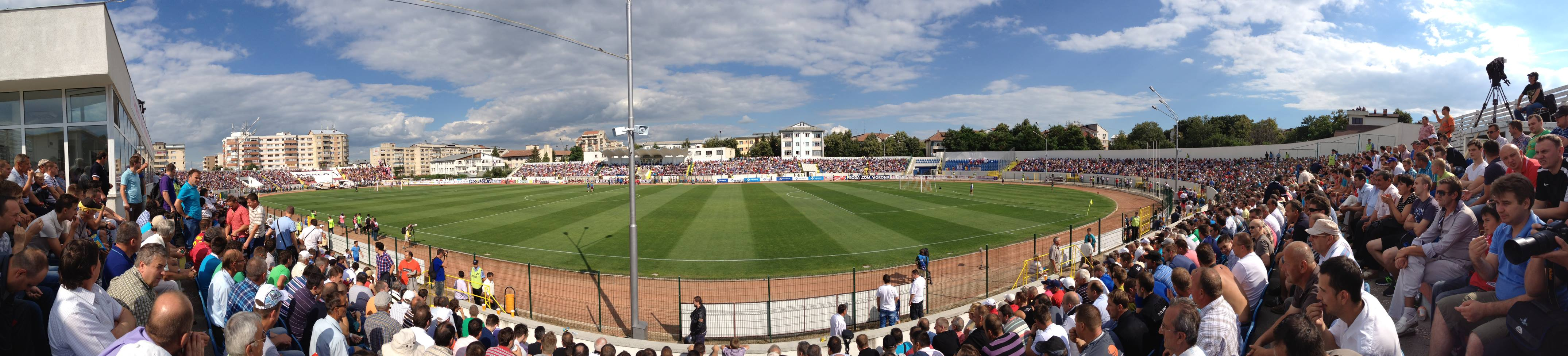
Panorámica del estadio.

El Stadionul Municipal de Botoșani es un estadio de fútbol ubicado en la ciudad de Botoșani, Rumania. El estadio fue inaugurado en 1973 y remodelado completamente en 2013, posee una capacidad para 12 000 espectadores, y sirve exclusivamente a la práctica del fútbol. El recinto es administrado por el Consejo Local a través del Servicio Público para la Administración de Bases Deportivas y Áreas de Ocio de Botoșani, y en el disputa sus partidos como local el FC Botoșani club de la Liga Profesional Rumana.